# A Fonsagrada (Comarca)
Die Comarca A Fonsagrada ist eine der 13 Comarcas der spanischen Provinz Lugo in der Autonomen Gemeinschaft Galicien.

## Lage
Das Gebiet der Comarca liegt im Osten der Provinz Lugo und grenzt dort an die folgende Autonome Gemeinschaft und Comarcas innerhalb der Provinz Lugo:
| Meira | A Mariña Oriental                           |                                |
| Lugo  | Kompassrose, die auf Nachbargemeinden zeigt | Autonome Gemeinschaft Asturien |
|       | Os Ancares                                  |                                |

## Gliederung
Die Comarca umfasst drei Gemeinden (spanisch Municipios; galicisch Concellos) mit einer Fläche von 679,53 km², was 6,89 % der Fläche der Provinz Lugo und 2,30 % der Fläche Galiciens entspricht.
| Gemeinde             | Einwohner (2024) | Fläche km² | Dichte Einw./km² | Cod INE | Postleitzahl |
| -------------------- | ---------------- | ---------- | ---------------- | ------- | ------------ |
| Baleira              | 1.120            | 168,82     | 7                | 27004   | 27130        |
| A Fonsagrada         | 3.116            | 438,45     | 7                | 27018   | 27100        |
| Negueira de Muñiz    | 240              | 72,26      | 3                | 27035   | 27113        |
| Comarca A Fonsagrada | 4.476            | 679,53     | 7                | –       | –            |